# Johann Konrad Ammann
Johann Konrad Ammann (latinosan Johann Conrad Amman) (Schaffhausen, 1669. – Warmond, Hollandia, 1724.) svájci származású, Hollandiában működő orvos, a hallássérültek gyógypedagógiájának és logopédiájának egyik neves, korai művelője.

## Életpályája
Tanulmányait Bázelben végezte. Mint orvos találkozott siketekkel és dadogókkal, akiken orvosi eljárásokkal nem tudott segíteni. Pedagógiai eszközökkel kísérelte meg gyógyításukat. Úgy tudta, hogy elsőként ért el ily módon eredményt. Tapasztalatait 23 évesen, híres latin nyelvű munkájában adta közre (1692-ben), amelynek fő címe: „Surdus loquens” később szimbólummá vált szűkebb szakmai körökben. Röviddel műve megjelenése után értesült John Wallis-től, hogy e hivatása gyakorlásában nem ő az első. Munkáját folytatta, művét átdolgozta, bővítette, s 1700-ban új címmel adta ki.
Ammann a siketeket hangbeszédre tanította. Nagy gondot fordított a beszédhangok helyes kiejtésére, és elsőként ismerte fel a szájról olvasás fontosságát a siketek beszédtanításában. Az olvasást és írást párhuzamosan tanította, így az írva-olvastató eljárás egyik úttörője volt. Gondot fordított a beszéd tartalmi felépítésére is. „Mikor született siket tanítványom olvas, és az én beszédemet már némileg utánozni tudja, úgy bánok vele, mint üres lappal és a világ új lakójával” – mondta. Érdeklődésre tartanak számot a beszéd eredetéről írott filozófiai fejtegetései.

### Figyelemre méltó alkotása a némaság osztályozása
- 1. született siketségből,
- 2. beszédpélda hiányából eredő,
- 3. tompaelméjűség következményeként fellépő,
- 4. a beszélőszervek hibás működése folytán előálló némaság, ill. hibás beszéd,
- 5. beszédképtelenség (ma hallónémaság).

### A beszédsérülések csoportosítása
- 1. általános fogyatkozás a hottentottizmus és dadogás,
- 2. részleges fogyatkozás egy-egy beszédhang hiánya vagy tökéletlen képzése.

Ammann a beszédben akadályozottak logopédiai kezelésére is több, jól használható javaslatot adott, de elismerte, hogy „néha a baj erősebb a tudománynál”. Ammann nagy hatással volt a később Európában általánosan alkalmazott ún. német módszer első kialakítója, Samuel Heinicke munkásságára.

## Fő munkái
- Surdus loquens, seu methodus, qua, qui surdus natus est, loqui discere possit. Amsterdam, 1692.; magyar nyelven: Beszélő süket. Budapest, 1910
- Dissertatio de loquela. Amsterdam, 1700

### Magyarul
- John Wallis: Sonorum formatio. Hangképzés / Johann Konrad Amman: Surdus Loquens. Beszélő süket. Tanulmányok a beszédről; ford. Szabó Imre; Bichler Ny., Bp., 1910